# 야생절멸
야생 절멸(野生絶滅, Extinct in the Wild, EW)는 야생에 더 이상 개체수가 없으며, 야생으로 풀어놓을 경우 생존이 불가능한 종을 말한다.
괌뜸부기 등의 종이 이에 해당한다.

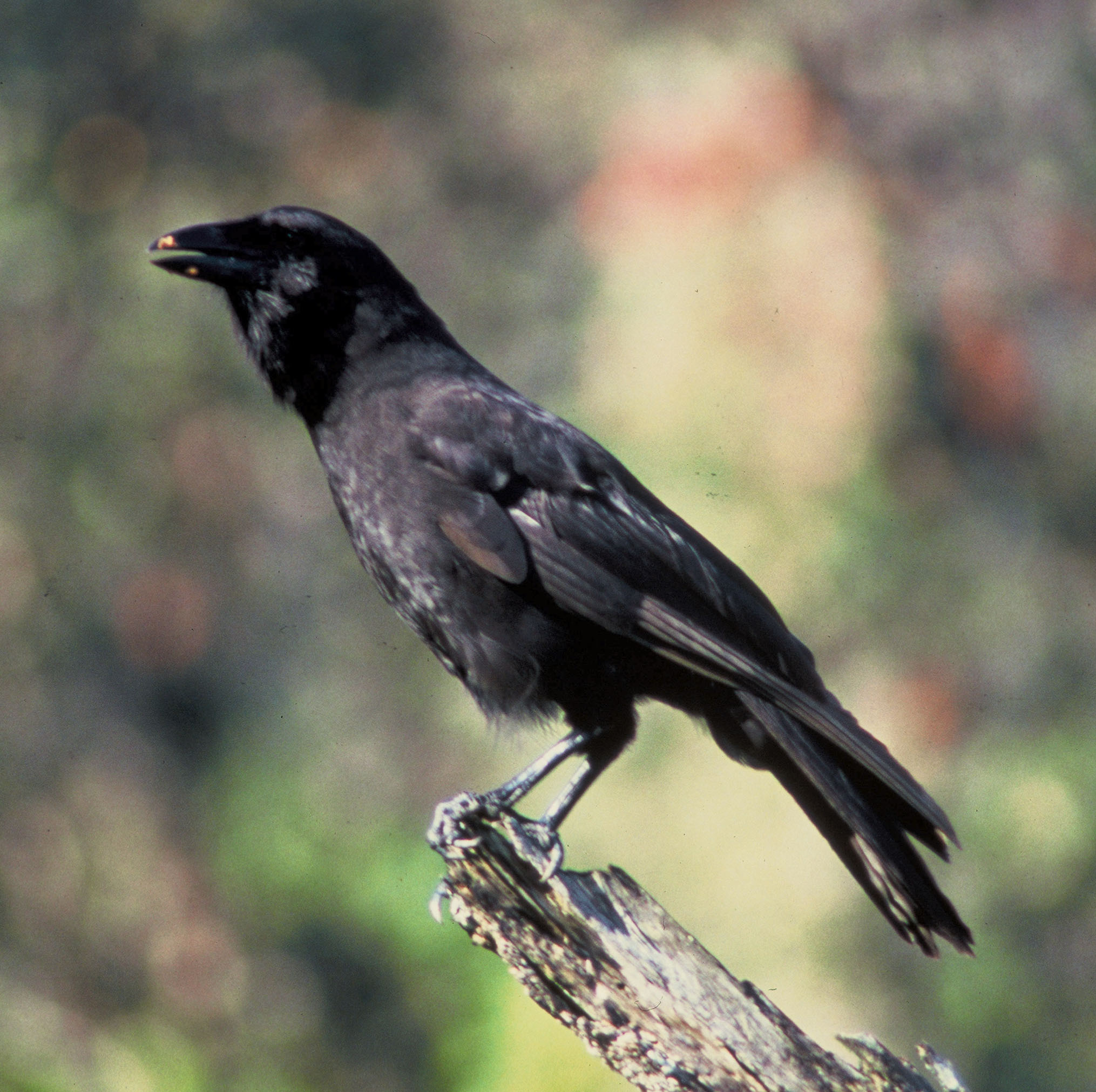
하와이까마귀(Corvus hawaiiensis)는 2004년부터 야생절멸종으로 등재되고 있다.
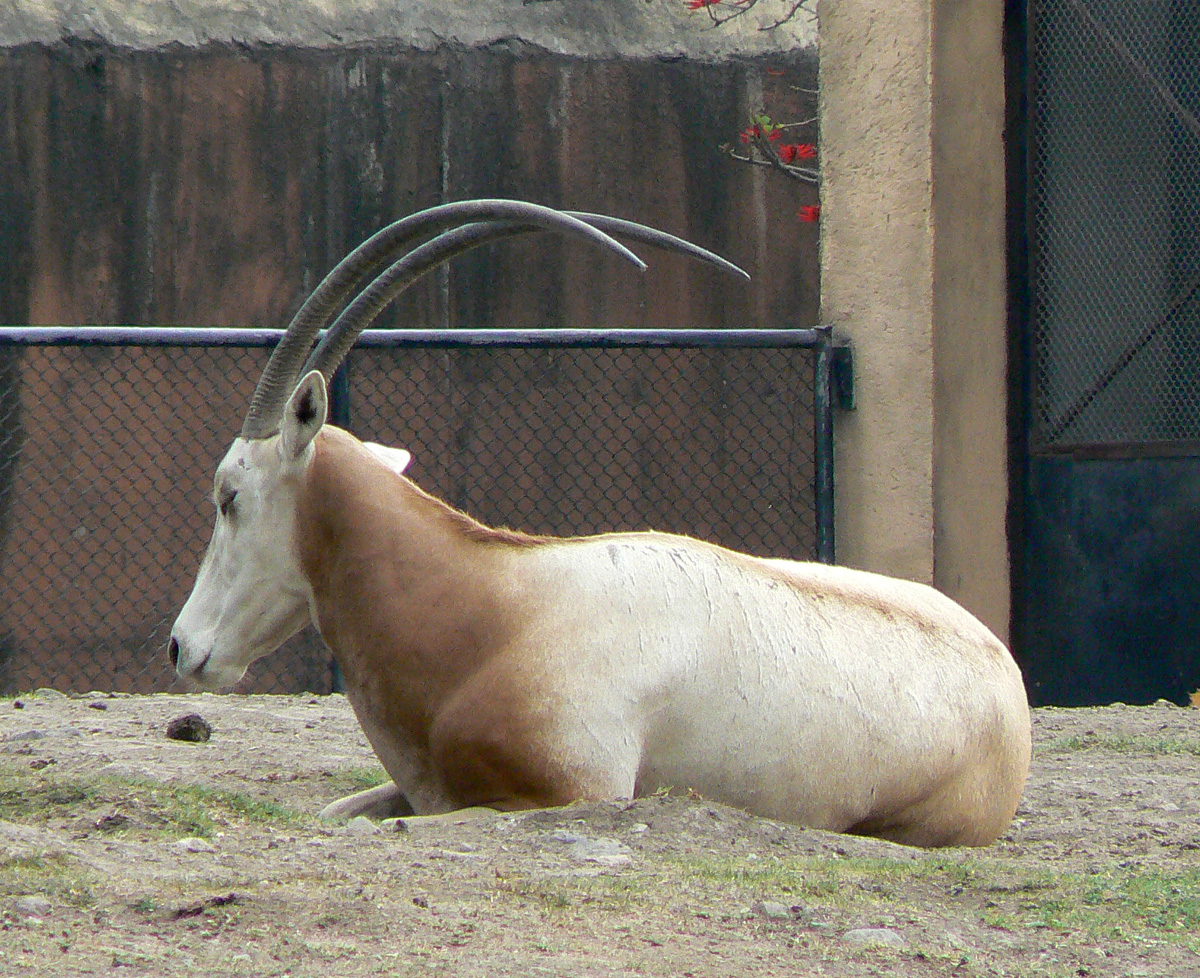
긴칼뿔오릭스는 야생절멸종의 한 예이다.

## 예시
- 북부흰코뿔소
- 사불상
- 긴칼뿔오릭스
- 남중국호랑이

## 재도입
재도입은 개인을 야생, 포로 또는 해당 종이 생존하는 다른 지역에서 의도적으로 방출하는 것이다. 그러나 자연 서식지가 복원되더라도 야생절멸종을 야생으로 재도입하는 것은 어려울 수 있다. 양육 과정에서 부모로부터 자손에게 전달되는 생존 기술이 손실될 수 있기 때문이다.
이전 야생절멸종의 성공적인 재도입의 예는 프르제발스키말(Przewalski)이다. 이 말은 1990년대에 재도입이 시작된 이후 2018년 기준 멸종위기종으로 간주된다.

## 같이 보기
- 절멸
- 지역 절멸
- 분류:IUCN 적색 목록 야생절멸종